# Korolev (cráter marciano)

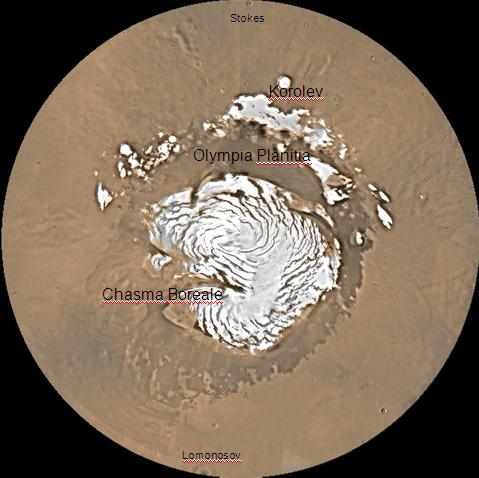
Mapa del cuadrángulo del Mare Boreum, con los cráteres principales indicados.

Korolev es un cráter de impacto situado en el cuadrángulo Mare Boreum de Marte, en las coordenadas 73° de latitud norte y 195.5° de longitud oeste. Tiene 84,2 km de diámetro y fue nombrado en memoria de Serguéi Koroliov (1906-1966), ingeniero diseñador y director del programa de cohetes soviético durante la Carrera Espacial en las décadas de 1950 y 1960.
| [[File:Korolev Crater.jpg\|400px\|alt={{{Alt\|{{{descripción}}}]] |
| Suelo del cráter Korolev (fotografía HiRISE).                     |